# 四丁目の夕日
『四丁目の夕日』（よんちょうめのゆうひ）は、『ガロ』1985年7月号から1986年7月号まで連載された山野一による日本の漫画作品。山野一の初期の代表作にして初の連載作品であり、不幸が不幸を呼ぶ工場労働者の悲惨な環境と人間の負の部分を描く。
青林堂より1986年12月に単行本化されたが、現在も入手できるのは扶桑社による文庫版のみである。
文庫版初版帯のキャッチコピーは「人間、どう不幸になったってここまで不幸になれるものじゃない」。

## 概要
下町の懐かしい風景の中に潜む格差、貧困、家族の絆や友情の崩壊といった悲劇を漫画史上に残る過激な表現を織り交ぜて執拗に描き、人間を狂気に至らしめる「不幸のどん底」を滑稽さの混じった入念な表現で余すことなく徹底的に描き切った作品である。SF色が強い前作『夢の島で逢いましょう』とは一転して本作では非現実的な要素は極力排除されており、現実でも起こりうる不幸の極限を描いている。
現在に至るまで本作はトラウマ漫画の王道としてカルト的な人気があり、読者の心をえぐり続けている。タイトルは西岸良平の漫画『三丁目の夕日』のパロディであり「三丁目」と間違えて「四丁目」を読んでしまった被害者も存在する。
2015年にはKindleをはじめ電子書籍各社から無修正で電子書籍化された。

## あらすじ
大学受験を目指し勉学に励む主人公別所たけし、そんな彼の人生は母の事故から始まる連鎖反応的な不幸により無間地獄へと堕ちていく……。

## 登場人物
別所たけし（べっしょたけし）
本作の主人公。都内随一の進学校「K高」に通う高校3年生。実家は印刷工場「別所軽印刷」。一橋大学合格を目指し目下受験勉強中。ある日ガールフレンドの恭子とのケンカがきっかけで、偶然居合わせた暴走族に因縁をつけられ、ボコボコにされてしまう。
立花に助けられて家に帰ると、母親が大怪我を負って救急車に収容されるところだった……。
父親の死後、会社を継ごうとするも倒産。家も引き払い、異常者たちの住むボロアパート「雨宮荘」の二階へと引っ越す。妹たちを育てるために退学して鉄工所に勤務するもそこでもイジメにあい、徐々に精神を蝕まれてゆく。
二年ほどたって少々暮らし向きがよくなり、ある日弟の誕生日パーティーを開いている最中、押し入った不審者（後述する雨宮荘の住人である老人）に弟と妹を惨殺される。老人から斧を奪い返り討ちにするも、そのまま発狂して街へ飛び出し通行人を片っ端から斧で乱打。十数人を殺害する。発狂の原因は誰にもわからず、弟と妹も彼が殺したことにされてしまう。逮捕後、精神病院に強制入院させられるが、30年後に鮫島清掃で職を得て社会復帰。新しい職場では人気者となり第二の人生をスタートさせる。
別所富茂（べっしょとみしげ）
たけしの父親。印刷会社「別所軽印刷」社長。28年間印刷工をやっていたが、中卒ゆえの学歴コンプレックスから（怪しい金融会社から借金をしてまで）独立。それゆえに子供たちに対して学業には厳しい。
妻の治療費を捻出するために仕事量を3倍に増やし眠る間もなく働くが、睡眠不足でふらついた拍子に輪転機に巻き込まれ死亡。
別所マス江（べっしょますえ）
たけしの母親。自宅の焼却炉でごみを燃やした際に、混入していたスプレー缶が爆発。長期的な入院とリハビリを余儀なくされる。本人の過失のため保険が降りず、このために別所家は莫大な負担を強いられる。三十年のリハビリ生活を経てわずかに回復しかけるが、夜中に痰を詰まらせ窒息死（享年70）。
別所弘子（べっしょひろこ）
たけしの妹で、登場時は中学三年生。富茂の死後は家事を担当して兄弟を陰から支えたが、後述する老人の凶刃に倒れる。
別所ひでき（べっしょひでき）
小学校に通うたけしと弘子の弟。富茂の死後は学校で貧乏さをからかわれる等しており、生活に対する不満を隠さない。自身の誕生日パーティーの最中、後述の老人に殺害される。
三平（さんぺい）
別所軽印刷に勤める中卒の工員。まじめで朴訥とした青年。会社倒産後には登場しない。苗字は不明。
立花英一（たちばなえいいち）
たけしの同級生で親友。大商社、立花物産の御曹司ではあるが、親に反発する形で家を飛び出し、一人暮らしをしながら公立高校に通っていた。気取ったところがなく嫌味のない性格。転落してゆくたけしを心配していた。高校卒業後は、2年間のイギリス留学を経て慶應義塾大学を首席で卒業後、立花物産の社長に就任。東京女子大学卒の才色兼備な妻を娶り、有能な経営者・良き父親として快適で有意義な一点の曇りも無い人生を送る。
恭子（きょうこ）
たけしのガールフレンドで極めて自己中心的な性格。暴走族に絡まれたところを立花に助けられたことをきっかけに、転落してゆくたけしを早々に見限り立花に鞍替えする。が、立花は内心煙たがっていた様子で、結局最後には立花との関係を金で片付けられ、仕方が無いのでサラリーマンと結婚、平凡な主婦としての人生を送ることとなる。
ヒロシ
かつて悪友のコージと共に別所軽印刷に勤めていたが、富茂と衝突し退職。後に鉄工所に入社してきたたけしを二人で苛める。富茂の死を嘲笑して執拗に「なあ、ぐっちゃんぐっちゃんだったんだろ?」とたけしに尋ね、作中屈指のインパクトを残した。
アラジン社員
サラリーマン金融「アラジン」の構成員。作中では営業の氷室冷蔵と強面の取立て員イサムが登場。別所軽印刷に多額の融資をするが、利息は月額35万円に達し、富茂の葬式にまで取り立てに現れた。たけしに民生委員への相談をうながすなど鷹揚な面もあるが、最終的に別所家の土地と家屋を差し押さえてしまう。
雨宮荘の住人
会社倒産でたけしが家を失って移り住んだアパートの住人。二人登場し、一人は常にマスクとサングラスをつけて、いつも庭に殺虫剤を噴霧しているだけの人物。もう一人は一階に住む精神に異常をきたした口唇裂の老人で、奇声を発しながらひできを追い掛け回すなど異常な行動が多い。後にひできの誕生パーティー中の別所宅に押し入り、弘子とひできを斧で惨殺するも、発狂したたけしに返り討ちにあう。
鮫島清掃の職員
精神病院を退院したたけしが就職した清掃社の職員。中高年の女性が多く、特に信ちゃん（のぶちゃん）なる女性はたけしに好意を示しており、手作りの握り飯を振舞う。

## 構想と背景
山野によると本作は出版社でのバイト経験が下敷きになっており、実際に下請けの印刷所で印刷工が機械に巻き込まれる事故が起きていたという。また山野は本作を描いた頃、家賃1万6千円、風呂なし共同便所の殺風景な四畳半の木造アパートでガスも電話も止められ、荒廃した漫画家生活を送っていたと述べており、その窮乏した生活環境で生まれた作品が本作であるという。連載当時はバブル前夜であり金余りの世相にありながら『ガロ』の部数低迷と青林堂の経営不振が原因で連載中は原稿料が全く支払われず、連載終了後の単行本化でようやく僅かな印税収入を得る。連載当時『ガロ』は部数を実売3000部台にまで落としており、版元の青林堂も材木店倉庫の二階を間借りして細々と営業する経営難を経験している。なお青林堂より本書の初版が刊行された1986年12月は日本経済が本格的なバブル景気に突入した時期とされている。
また「あとがき」の中で山野は「社会になじめない劣等感、バブルで調子こいた世相への憎悪、そういった鬱屈を、この極端な作品を描くことで解消し、心のバランスをとっていたのかもしれない」と述べており、当時置かれていた環境による心理的重圧が構想の元になった事を明かしている。また徹底して救いのない鬼畜漫画を描き続ける事に関して山野は『ガロ』1992年6月号のインタビューで「惨めな境遇にある者が幸福になるなんて絶対に許せないですよね。正しくないですよ。僕は正しい漫画を描いているのにな。理不尽な差別を受けて、皆から嫌われ蔑まれている者が爽やかな幸福を手に入れるなんて誰も納得しませんよ。運命からは逃れられない」と答えている。

## 評価・分析
特殊歌人の枡野浩一は「読むと心が傷つくように感動する素晴らしい漫画だと思います」という推薦文を扶桑社文庫版二版以降の帯に寄稿しており、特殊漫画家の根本敬も本書の「解説」で山野の描き出す不幸のどん底を「逆に大乗仏教的ですらある」と評価している。
元『ガロ』編集者の浅川満寛は「この作品が描かれた80年代後半は、日本全体が実態のないバブル景気に浮かれ、拝金主義が蔓延した時期である」と時代背景に触れ、「そんな時代の中でひたすら社会の底辺…というよりも、自己の精神の深淵をとことん覗き込み、創作に向かった結果、山野のもとに降り立ったのが本作ではないだろうか。底無しの淵を覗き込む、いや、自ら進んで落ちてみるような創作態度を持った作家を筆者は他に知らない」と評している。また鬼畜系といわれるサブカルチャーの元祖的存在であった青山正明は本作について「飽食の時代に於ける異端としての貧困。そう、エンターテインメントとしての徹底した悲惨追及なのである」との書評を寄せており、これについてライターのばるぼらは「90年代に流行する“悪趣味”の本質をズバリ言ってしまっている」と述べている。

## 単行本
青林堂版
初版発行：1986年12月
扶桑社文庫版
初版発行：1999年12月20日
扶桑社Kindle版
初版発行：2015年1月25日

## 関連作品
- 夢の島で逢いましょう（第1作）
- 四丁目の夕日（第2作）
- 貧困魔境伝ヒヤパカ（第3作）
- 混沌大陸パンゲア（第4作）
- どぶさらい劇場（第5作）